# 慕容皝
慕容 皝（ぼよう こう、拼音: Mùróng Huàng）は、五胡十六国時代の前燕の初代王。字は元真。小字（幼名）は万年。昌黎郡棘城県（現在の遼寧省錦州市義県の北西）の人。鮮卑慕容部の大人（部族長）で、慕容廆の三男。兄に慕容翰、弟に慕容仁・慕容昭・慕容評らがいる。

## 生涯

### 慕容廆の時代

#### 慕容廆の世子
元康7年（297年）、慕容部の大人（部族長）である慕容廆と段夫人（段部単于の娘）との間に生まれた。兄に慕容翰がいたが、彼は庶子であったため慕容皝が世継ぎとして見做されていた。
建武元年（317年）、東晋朝廷より冠軍将軍に任じられた。当時、慕容部は実態としては独立勢力であったが、名目上は東晋に従属する立場であり、その傘下の地方政府という位置づけであった。その為、東晋より任官を受けている。
大興4年（321年）12月、慕容廆が東晋朝廷より遼東公に冊封されると、慕容皝は世子（諸侯の後継ぎ）に立てられ、名実ともに慕容廆の後継者として認められた。慕容廆は、儒学に精通していた平原出身の劉賛を東庠祭酒（東庠とは皇太子の学校、祭酒とは学政の長官を意味する）に抜擢し、慕容皝は重臣の子弟らと共に彼から講義を受けるようになった。
永昌元年（322年）、左賢王を拝命し、望平侯に封じられた。
咸和元年（326年）、東晋朝廷より平北将軍に任じられ、朝鮮公に進封した。

#### 戦功を立てる
彼は将軍としての才覚があり、成長するや自ら兵を率いて征討に出るようになり、幾度も功績を立てたと史書には記録されている。以下、慕容廆の時代に記録されている戦功について列挙する。
- 大興2年（319年）12月、宇文部の大人宇文遜昵延が数10万を率いて本拠地の棘城に襲来すると、慕容皝は長史裴嶷と共に精鋭を率いて迎撃軍の先鋒となって出撃し、慕容廆が大軍を率いて後続した。宇文遜昵延は全軍を挙げて迎え撃ったが、城外で別動隊を率いていた庶兄の慕容翰はこの隙を突いて宇文遜昵延の陣営へ突入した為、挟み撃ちを食らった宇文部軍は大混乱に陥って大敗し、宇文遜昵延は体一つで逃げ出した。これにより敵兵のほとんどを捕虜とし、更に宇文部に代々伝わる「紐の玉璽」を手に入れた。

- 永昌元年（322年）12月、段部の本拠地である令支へ侵攻し、千家余りの民と名馬や宝物を略奪してから帰還した。

- 太寧3年（325年）1月、宇文部の大人の宇文乞得亀が自ら軍を率いて慕容部へ襲来すると、慕容皝は迎撃軍の総大将を任せられ、軍の右翼に裴嶷が、軍の左翼に同母弟の慕容仁が配置された。宇文乞得亀は澆洛水（現在のシラムレン川）沿いに布陣すると、兄の宇文悉跋堆に左翼の慕容仁を攻撃させたが、慕容仁が返り討ちにして宇文悉跋堆を討ち取った。慕容皝はこれに呼応して宇文乞得亀の本隊に攻撃を仕掛けて大勝を挙げると、敵軍は総崩れとなり宇文乞得亀は軍を捨てて逃亡を図ったので、慕容皝らは進軍を続けてそのまま宇文部の都城へ侵入した。同時に軽騎兵を派遣して逃亡した宇文乞得亀を追撃させ、3百里余りを追い立てた所で引き返した。この戦勝により金品宝玉を多数獲得し、捕らえた家畜は百万を数えた。また、慕容部に帰順した人民は数万にも上った。

#### 位を継ぐ
咸和8年（333年）5月、慕容廆が病没した。6月、大人位を継承した慕容皝は、平北将軍・行平州刺史の地位を根拠として部内の代行統治に当たった（慕容部は名目上は東晋朝廷の平州における地方政府であった為、国内を纏めるには根拠となる役職が必要だったのである）。
また、領内に大赦を下し、長史裴開を軍諮祭酒に、郎中令高詡を玄菟郡太守に任じた。また、帯方郡太守王誕を左長史に任じようとしたが、その王誕は遼東郡太守陽騖の方が自分より優れていると勧めたので、陽騖を左長史に抜擢し、代わりに王誕を右長史に任じた（左長史の方が右長史より高位である）。
同月、長史王済らを建康へ派遣し、東晋朝廷へ父の喪を報告させた。

### 前燕の建国

#### 慕容仁の反乱

##### 兄弟間の対立
慕容皝の庶兄の慕容翰・同母弟の慕容仁は、いずれも勇猛にして優れた才略を持ち、幾度も戦功を立てて士卒からの信頼を得ていた。その弟の慕容昭もまた優れた才能があり、みな慕容廆から寵愛を受けていた。その為、慕容皝は彼らに対して日頃より不平不満を抱いており、兄弟の仲は昔から芳しくなかったが、慕容皝が後を継いだ事によってその問題が表面化する事となった。
咸和8年（333年）10月、慕容翰は慕容皝から禍いを受ける事を恐れ、自らの息子を引き連れて段部へ亡命してしまった。
また同月、慕容仁は慕容廆の葬儀に参列する為に駐屯地の平郭から棘城へ赴いたが、彼もまた慕容皝に誅殺されるのではないかと心中恐れており、それは棘城内で暮らしている慕容昭も同じであった。その為、彼らは密かに慕容皝を誅殺して自分たちで国権を掌握する事を企み、慕容仁がまず平郭に戻ってから密かに挙兵して棘城を奇襲し、慕容昭が城内より呼応するという計画を立てた。慕容仁はその計画を内に秘めたまま、葬儀を終えると平郭に帰還した。
11月、慕容仁は計画を実行に移し、慕容皝に気取られないように密かに西へ向けて進軍を開始した。だが、棘城内のある人物が慕容仁らの謀略を漏れ聞いており、反乱計画を慕容皝へ密告した。慕容皝は当初これを信用しなかったが、念のため慕容仁の下へ使者を派遣し、その動向を確認させた。この時、慕容仁は既に黄水（現在の遼寧省鞍山市台安県南東部）まで軍を進めていたが、使者の到来で計画が露呈したと知り、計画を中止するとその使者を殺害して平郭に撤退した。慕容皝はこれにより反乱の計画が事実だと知り、すぐさま慕容昭に自害を命じた。

##### 慕容仁の自立
咸和8年（333年）11月、慕容皝は軍諮祭酒封奕を襄平へ派遣し、遼東一帯が慕容仁の影響を受けて反乱を起こさないよう慰撫に当たらせた。さらには玄菟郡太守高詡・庶弟の建武将軍慕容幼・慕容稚・広威将軍慕容軍・寧遠将軍慕容汗・司馬冬寿らに5千の兵を与え、共に慕容仁を討伐させた。だが、討伐軍は汶城（現在の遼寧省大石橋市南東部）の北において慕容仁軍に大敗を喫し、慕容幼・慕容稚・慕容軍は捕らえられてしまった。冬寿はかつて慕容仁の司馬として仕えていたので、彼もまた降伏して慕容仁に帰順した。
また襄平では、かつて大司農を務めていた孫機や襄平県令王永らが遼東城（襄平県にあり遼東の中心地である。襄平城とも称され、現在の遼寧省遼陽市の北にある）ごと反旗を翻し、慕容仁に呼応した。東夷校尉封抽・護軍乙逸・遼東相韓矯らは城を脱出して逃走を図り、敗走中であった高詡と合流して共に撤退した。襄平に向かっていた封奕も孫機らの反乱により入城を断念し、敗走中であった慕容汗と合流すると、止む無く軍を退いた。これにより慕容仁は平郭に加えて遼東の大半を領有するようになり、慕容皝と遼西の覇権を争っていた段部や宇文部は慕容仁に味方した。さらには、元々慕容皝に従属していた鮮卑を始めとした諸部族もみな慕容皝を見限り、慕容仁側に付いてしまった。
当時、連年に渡って災厄や戦役が続いていた事で民百姓は困窮していたが、慕容皝が即位して以降は妥協する事なく法を厳格に運用するようになったので、大いに人心は動揺した。その為、慕容仁が反乱を起こす以前に主簿皇甫真は、租税を減らし労役を軽減させて民百姓へ休息を与えるべきであると慕容皝へ訴えたが、慕容皝はこれを聞き入れず、さらに彼を疎ましく思い罷免してしまった。だが、ここに至って傘下の諸部族がみな離反してしまうと、慕容皝はかつての皇甫真の忠告を思い出し、これに耳を傾けなかった事を後悔すると、皇甫真を復職させて平州別駕に任じた。
咸和9年（334年）1月、慕容皝は慕容仁に味方した諸部族討伐の為、軍事行動を起こした。まず司馬封奕を白狼に派遣して鮮卑族の木堤を攻撃させ、揚威将軍淑虞を平岡山に派遣して烏桓族の悉羅侯を攻撃させ、いずれも攻め降した。さらには材官将軍劉佩に乙連に割拠する段部を攻撃させたが、返り討ちに遭った。
4月、慕容仁は車騎将軍・平州刺史・遼東公を自称した。この官爵はいずれも慕容廆が生前に東晋朝廷より賜っていたものであり、自らこそが父の正統な跡継ぎである事を内外に標榜した事となる。

##### 襄平を奪還
咸和9年（334年）11月、慕容皝は遼東征伐の兵を挙げ、自ら軍を率いて襄平まで進撃した。この時、遼東の豪族王岌からは密書が届き降伏を請うて来るなど、既に遼東城内の士気は低下しており、慕容皝はさしたる抵抗を受けずに入城を果たすと、遼東城を治めていた東夷校尉翟楷・遼東相龐鑒は単騎で逃走した。慕容皝は慕容仁に与した罪で遼東の民を全員生き埋めにしようとしたが、高詡は「遼東の反乱は彼らの本意では無く、仁（慕容仁）の凶威に止む無く従ったに過ぎません。今、元凶（慕容仁）が未だ生きており、我らは始めてこの城を得たばかりです。にもかかわらずこのようなことをしてしまっては、今後諸城が来降する事は無くなるでしょう」と諫めたので、慕容皝はこれに同意して取りやめた。その後、慕容仁配下の居就県令劉程は降伏して城を明け渡し、新昌出身の張衡もまた慕容仁配下の新昌県令を捕えて降伏した。こうして襄平一帯が完全に慕容皝の支配下に戻ると、慕容皝は慕容仁が任じた郡太守や県令などを処断すると共に、遼東の主要な豪族を本拠地の棘城へ移住させた。また、杜群を遼東相に任じて統治に当たらせ、その他の民についてはこれまで通りの暮らしを約束して安撫した。その後、遼東に和陽・武次・西楽の県を設置してから軍を帰還させた。襄平の失陥を知った慕容仁は大いに警戒を強め、平郭の守りを固めた。
12月、慕容仁は新昌奪還の為に軍を派遣したが、慕容皝の督護王寓がこれを返り討ちにした。その後、慕容皝は再び慕容仁が新昌へ攻めてくる事を懸念し、新昌の士民をみな襄平へ移住させた。

##### 遼東公に冊封
咸和9年（334年）8月、東晋の成帝は、前年に慕容皝が使者として派遣していた王済を棘城へ帰還させた。また、侍御史王斉に詔書を与えて棘城へ派遣し、慕容廆の死を追悼させた。さらに徐孟・閭丘幸らを併せて派遣し、慕容皝に鎮軍大将軍・平州刺史・大単于・遼東公の官爵を授け、持節・都督・承制封拝（皇帝に代わって百官の任用と爵位の授与をする権限）の権限については父の慕容廆と同一とする旨を伝えさせた。しかし、これらの使者は馬石津（遼寧省大連市旅順口区付近）を船で下っている所を慕容仁の兵により捕縛されてしまった。慕容仁は慕容皝の地位が正式に承認される事による周囲の離反を恐れたので、使者は1年に渡って抑留されてしまう事となった。
咸康元年（335年）10月、慕容仁は王斉・徐孟ら東晋の使者を解放して建康へ帰るよう命じたが、彼らは元々の使命（慕容皝への詔命を告げる事）を果たす為、海路より棘城へ向かった。風に阻まれてしまいなかなかたどり着けなかったが、12月にようやく棘城まで到達した。ここにおいて慕容皝は始めて、上述した東晋朝廷からの命を授かり、その地位を正式なものとして追認された。

##### 平郭攻略
咸康元年（335年）12月、段部と宇文部が慕容仁の下へ使者を派遣した。これを知った慕容皝は、帳下督張英に百騎余りを与えて間道より敵地へ侵入させ、両使者が泊まっている平郭城外の宿を奇襲させた。張英は宇文部の使者10人余りを殺害し、段部の使者は生きたまま捕らえるも開放してやった。
咸康2年（336年）1月、慕容皝が慕容仁の本拠地である平郭攻略を企むと、司馬高詡は「仁（慕容仁）は君親を棄てて叛き、民・神ともにこれを許しておりません。これまで凍結した事が無かった海は、仁が叛いてからここ3年の間は連年凍りついております。仁は陸路の山ばかりに備えており、これは天が海路よりこれを撃てと言っているのです」と述べ、海を渡って奇襲を仕掛けるよう勧めた。これに対して多くの群臣は「海道は危険です。陸路より向かうべきです」と反対の意見を述べたが、慕容皝は「かつては海水が凍ることなど無かったが、仁が背いてからは三度凍結している。昔、漢の光武帝は滹沱水が凍った事により大業を成し得た。天は恐らくこの機会に乗じて奴を撃ち破れといっているのであろう！我が計は既に決している。妨害する者がいるならば斬る！」と宣言し、高詡の作戦を採用した。
こうして慕容皝は弟の軍師将軍慕容評を始めとした軍を率いて昌黎より氷上を渡って東へ進撃し、およそ三百里余りで歴林口まで到達した。ここで輜重を捨てると、軽兵のみで平郭を奇襲した。平郭城から7里まで迫った所で、慕容仁は斥候の報告により敵の襲来を知り、これを慌てて迎え撃つと城の西北に全軍を布陣させた。だが、配下の広威将軍慕容軍が配下を率いて慕容皝に寝返ったので軍は大いに動揺し、慕容皝はこの機を逃さず攻撃してこれを大破した。慕容仁は敗走を図ったが、配下の兵の寝返りにより遂に生け捕られた。慕容皝はまず慕容仁を裏切って捕らえた者を不忠であるとして処刑すると、その後に慕容仁に自害を命じた。慕容仁の信任を受けていた丁衡や游毅・孫機らもみな処刑し、王冰は自殺した。捕縛を免れた慕容幼・慕容稚・冬寿・郭充・翟楷・龐鑒はみな東へ逃走を図った。慕容皝が追っ手を差し向けると、慕容幼は道半ばで考えを改めて慕容皝に降伏し、翟楷・龐鑒は追いつかれて殺害され、冬寿・郭充だけが高句麗へ亡命を果たした。慕容皝はその他の官吏や民については、やむなく慕容仁に従っていたとして罪には問わなかった。その後、軍を帰還させると、今回の功績を称えて高詡を汝陽侯に封じると共に、東晋へ使者を派遣して「臣（慕容皝）は自ら平郭を征しましたが、遠く陛下の威をお借りした事と、将士が精誠として力を尽くした事で、神霊が味方して海は結氷し、海中を三百里余り凌行する事が出来ました。臣が自ら立国して以来、諸々の古老からは海水が凍氷した年など一度も無いと聞き及んでおりましたが、今遣使してこの事実を奏上するものです」と上奏し、勝利を告げた。
9月、長史劉斌・郎中令陽景に命じ、東晋からの使者である王斉・徐孟らを建康に送り届けさせた。また、併せて侍中顧和へ書を送って「今、一足の靴が縫い付けられました（慕容部の分裂が終わった事を指す）」と伝え、大司馬桓温にも同じ書状を送った。桓温はこれに返書を送って「将軍（慕容皝）がその戎武（武器）を振るって鼓舞した事で、士卒は奮い立ち、鼓角（陣中の合図に用いる笛）は遠くまで響き渡り、姦宄（性根が悪く邪な人物）なる者どもは摧折（くじき折る事）されたのだな」と答え、その功績を称えた。
こうして、慕容皝と慕容仁の抗争は終わりを告げた。

#### 段部・宇文部との抗争
同じ鮮卑族である段部・宇文部とは父祖の代より遼西地方の覇権を争ってきた仇敵の間柄であり、彼らは慕容仁の反乱に際してはそれに同調して慕容皝を攻撃し、慕容仁の敗亡後もその勢力は健在であり、抗争は続いていた。以下、慕容仁の反乱に前後して段部・宇文部と起こった抗争について列挙する。
- 咸和8年（333年）8月、宇文部の大人の宇文乞得亀が内乱により追放され、その傍系である宇文逸豆帰が位を簒奪した。慕容皝はこの混乱を好機とみて騎兵を率いて出撃し、広安（現在の遼寧省錦州市義県の北西）まで進んだ。宇文逸豆帰が恐れて講和を求めると、慕容皝はこれに同意し、宇文部の本拠とより近い場所に楡陰（潮白河の支流である潮河の北側に位置するという[10]。潮河は河北省承徳市豊寧満族自治県黄旗鎮の北部を源流とする）・安晋（現在の中華人民共和国内モンゴル自治区赤峰市ヘシグテン旗ビロー・バルガスの南東）の2つの城を築いてから軍を帰還させた。

- 咸和9年（334年）2月、段部の大人段遼が軍を派遣して慕容部の徒河へ侵攻すると、慕容皝は将軍張萌を派遣してこれを返り討ちにした。だが、段遼はこの敗戦に怯む事なく、さらに弟の段蘭と慕容翰（段部に亡命していた慕容皝の庶兄）を柳城へ侵攻させた。柳城の守将である柳城都尉石琮と城大[11]慕輿泥は、共に柳城を固守して決死の防戦を繰り広げ、段蘭らを退却させた。

- 同月、前回の侵攻から10日余りのうちに、段蘭と慕容翰はまたも柳城へ侵攻して城を包囲した。敵兵はみな重装備をして盾で遮蔽しながら、雲梯を造って地下道を掘り、20日に渡って四方から昼夜問わず攻撃を掛けたが、石琮は城を堅守すると共に、機を見計らって将士を率いて出撃し、敵軍を破って首級千五百を挙げた。同時期、慕容皝は段蘭らが柳城へ攻め入ったと知り、寧遠将軍慕容汗と封奕らに救援を命じた。出陣前、慕容皝は慕容汗へ「賊軍の士気は高く、まともに争うのは得策ではない。万全を期し、軽々しく進むことのないように。必ず兵が集まり陣が整ってから攻めるようにせよ」と誡めていたが、慕容汗はこの忠告を無視し、さらに封奕の制止も聞かずに千騎余りを前鋒に立てて備えもせずに直進した。そのまま柳城の北にある牛尾谷に入ったが、ここで段蘭軍と遭遇し、大敗を喫して半数以上の兵卒が戦死してしまった[12]。ただ、封奕が軍を率いて救援に向かい陣形を整えて奮戦したので、慕容汗は撤退する事が出来た。段蘭らもまたそれ以上攻撃を継続せず、軍を退却させた。

- 335年、右司馬封奕に命じ、宇文別部（宇文部の傍系）である渉夜干[13]の領土を強襲し、多くの資産を鹵獲してから帰還した。帰還の途上、渉夜干は騎兵を率いて封奕軍を追撃し、渾河沿いにて両軍は再び交戦したが、封奕が返り討ちにした。

- 咸康2年（336年）6月、段遼配下の将軍李詠が武興へ侵攻して夜襲を掛けたが、雨だったので途中で中止して軍を返した。慕容皝配下の都尉張萌は退却中の李詠軍に追撃を掛け、これを撃ち破って李詠を生け捕った。

- 同月、段遼の弟である段蘭が数万の兵を率いて襲来すると、曲水亭[14]へ拠点を築いて柳城を攻めんとした。さらに、宇文逸豆帰もまた段蘭に呼応して安晋へ侵攻した。慕容皝が自ら歩兵・騎兵合わせて5万を率いて出撃して柳城へ進軍すると、段蘭は戦わずして退却した。さらに北へ軍を反転させて安晋へ向かうと、宇文逸豆帰もまた輜重を捨てて逃走したが、慕容皝は右司馬封奕に軽騎兵を与えて追撃させ、これを大破した。封奕は宇文逸豆帰が放棄した軍需物資や食料を回収し、20日後に軍を返した。その後、慕容皝は諸将へ「二虜（宇文部・段部）は功無きままに帰ったことを恥じ、必ずやまた到来するであろう。柳城の左右に伏兵を置き、これを待ち受けるべきである」と伝えると、封奕に騎兵数千を与えて馬兜山の諸道に伏兵として配置した。7月、目論み通り段遼が数千の騎兵を率いて襲来すると、封奕は伏せていた兵を繰り出して段遼軍を挟撃し、大いに撃ち破って将軍栄保を討ち取った。

- 同年10月、世子の慕容儁に段部の諸城を、右司馬封奕に宇文別部をそれぞれ攻めさせ、いずれも大勝を収めてから軍を帰還させた。

- 咸康3年（337年）3月[15]、慕容皝は昌黎郡へ移ると、乙連城（正確な位置は不明だが、慕容部との東の国境付近にある段部の重要拠点である）の東に好城を築き、折衝将軍蘭勃を派遣して防衛させ、段部を威圧した。また、曲水（乙連城の東に位置するという）にも城を築いて蘭勃の後援とした。4月、乙連では飢饉が深刻となり、段遼は数千両の車を用いて穀物を乙連まで輸送しようとしたが、蘭勃はこれを攻撃して奪い取った。

- 同年6月、段遼は従弟の揚威将軍段屈雲に精鋭の騎兵を与え、慕容皝の子である慕容遵が守る興国城（大凌河の上流一帯に位置するという）を夜襲させた。だが、慕容遵は五官水上で大規模な会戦を行ってこれを撃ち破り、段屈雲を討ち取って敗残兵を尽く捕虜とした。

#### 燕王を自称
咸康元年（335年）1月、慕容皝は左右司馬の役職を新たに設置し、司馬韓矯を左司馬に、軍師祭酒封奕を右司馬に任じた。7月、慕容儁を世子（世継ぎ）に立てた。
咸康2年（336年）4月、農業の奨励と豊作の祈願の為、朝陽門の東において藉田（宗廟に供える穀物を天子みずから耕作した儀式）を執り行い、役人を配置してこれを司らせた。
12月、讜言（教訓となるような正しい忠言）を聞き入れる姿勢を内外へ知らしめる為、納諫の木（広く部下からの諫言を求める立札）を設置した。
咸康3年（337年）、代王の拓跋紇那が反乱により国を追い出され、慕容部へ亡命してきた。
同年9月、鎮軍左長史封奕らは共に協議し、慕容皝が担っている使命に比べ、与えられている爵位が軽すぎると考えた（慕容皝は名目上は東晋の臣下であり、晋王朝復権のために遼東・遼西地方の回復を命じられていたが、与えられている爵位は遼東公に過ぎなかった。慕容廆の時代には燕王の位を望んだ事があったが、東晋からは遠回しに拒絶されていた）。その為、彼らは慕容皝の下へ赴くと、東晋朝廷の許可を待たずに燕王を称するよう勧めた。慕容皝はこれを聞き入れ、即位する前にまず官僚の整備を行い、封奕を国相に、韓寿を司馬に、裴開を奉常に、陽騖を司隷校尉に、王寓を太僕に、李洪を大理にそれぞれ任じ、この六卿を基本とした統治体制を敷いた。また、杜群を納言令に、宋該・劉瞻・石琮を常伯に、皇甫真・陽協を冗騎常侍に、宋晃・平熙・張泓を将軍に、封裕を記室監にそれぞれ任じ、多数を列卿・将帥の地位に取り立てた。また、その他の文武の官僚についても能力に応じて格差をつけて任官を行った。
10月、慕容皝は文徳殿において燕王に即位し、領内の死罪以下に恩赦を下した。また、文昌殿（文昌帝君を祀る宮殿）を建立し、外出の際には金根車（皇帝の乗る車駕の一種）を六頭の馬で牽引させ、さらに警蹕（声を挙げて人払いをさせる事）を行わせるようになった。多くの史書はこれを前燕の成立としているが、この時点ではまだ東晋との従属関係が解消されたわけではないので、異論も多い。
11月、父の慕容廆を追尊して武宣王に封じ、母の段氏を武宣王后に、夫人の段氏を王后に、世子の慕容儁を王太子に立てた。
これらは全て曹操が魏王に、また司馬昭が晋王に封じられた際に行ったものを踏襲したのだという。

### 後趙との抗争

#### 段部の滅亡
咸康3年（337年）11月、慕容皝は段部の勢力が幾度も国境を荒らしているのを悩みの種としていたので、揚烈将軍宋回を中華最大の勢力である後趙に派遣すると、大趙天王石虎へ称藩する（後趙を宗主国と認める事）代わりに段部討伐の軍を興すよう要請した。また、自らも国中の兵を挙げて合流する事を約束し、庶弟の寧遠将軍慕容汗を人質として送った。後趙もまた段部より幾度も国境を襲撃されていたので、石虎はこの申し出を大いに喜び、厚く返礼の言葉を送ると共に慕容汗を本国へ還してやり、翌年に共同で攻め入る密約を交わした。
咸康4年（338年）1月、慕容皝は改めて都尉趙盤を後趙へ派遣し、出征の時期について確認した。これを受けて石虎は征伐を決行し、水軍10万、歩兵騎兵合わせて7万を段部征伐に向かわせた。3月、趙盤が棘城に帰還すると、石虎の出兵を知った慕容皝もまた自ら諸軍を率いて出撃し、段部の本拠地である令支より北の諸城を攻撃した。これを知った段遼は段蘭に迎撃を命じたが、慕容皝は伏兵を配置して奇襲を掛けて大いに破り、数千の首級を挙げて数万の畜産を鹵獲し、5千戸余りの民を捕らえた。だが、そのまま後趙軍とは合流せずに軍を帰還させた。
一方、後趙軍の前鋒である支雄は侵攻を続けて段部勢力下の漁陽郡・上谷郡・代郡を相継いで攻略し、瞬く間に49を超える城を下した。さらに進軍を続けて徐無まで到達すると、段遼は抗戦を諦めて本拠地の令支を放棄し、密雲山（現在の河北省張家口市赤城県から東南九十里に位置する）へと逃亡した。石虎はそのまま令支を占拠した。
これにより段部は事実上滅亡した（但し、後に段遼の弟である段蘭は後趙に従属し、石虎の許可を得て段部を復興させている）。

#### 棘城に襲来
同年5月、石虎は慕容皝が軍を合流させる約束を反故にし、単独で段部へ侵攻してその利益を独占した事に憤り、今度は前燕へ侵攻を開始した。慕容皝はこれを知ると、兵や物資を整備すると共に、六卿（(国相・司馬・奉常・司隷校尉・太僕・大理）及び納言・常伯・冗騎常侍など、燕王即位時に設置した官職を廃止し、戒厳令を布いた。後趙の軍勢は数10万にも及び、前燕の民は震え上がった。また、石虎は各地に使者を派遣して寝返りを持ち掛けると、前燕の成周内史崔燾・居就県令游泓・武原県令常覇・東夷校尉封抽・護軍宋晃らはみなこれに呼応し、およそ36城が後趙に寝返った。また、冀陽郡にいた流民は太守宋燭を殺害して石虎に降った。営丘内史鮮于屈もまた使者を派遣して石虎に降ったが、武寧県令孫興は官吏と民衆を説得して共に鮮于屈を捕らえ、これを処刑して籠城した。朝鮮県令孫泳もまた衆を統率して後趙軍を拒み、豪族の王清らは密謀して後趙に内から呼応しようとしたが、孫泳は先んじてこれを処断した。王清と密謀していた者は数百人おり、彼らは恐れて孫泳に謝罪し、孫泳は彼ら全員の罪を免じて籠城を継続した。楽浪では領民がみな後趙に寝返ったので、楽浪郡太守鞠彭は郷里の壮士200人余りを連れて城を脱出し、棘城へ撤退した。
同月、後趙の大軍が棘城へ迫ると、慕容皝は城から脱出しようと考えたが、内史高詡・側近の慕輿根・玄菟郡太守劉佩・封奕はみな、城を捨てて後退するのは敵を勢いづかせるだけの愚策であり、城を堅守して将兵を鼓舞すれば必ずや守り切れるとして、徹底抗戦を主張した。また、劉佩は数百騎の決死隊を率いて城を出ると、進軍中の後趙軍へ突撃して大打撃を与え、多数の敵兵を討ち取るか捕縛してから帰還した。これにより後趙軍の士気は挫かれ、城内の士気は百倍した。これら側近の働きかけにより、遂に慕容皝の心は落ち着きを取り戻した。後趙軍の攻勢が始まると、ある側近は慕容皝に降伏を勧めたが、慕容皝は「我は天下を取るというのに、どうして人に降るというのか！」と叱責して従わなかった。後趙軍は10日余りに渡って攻勢を続け、四方から蟻のように群がったが、慕輿根や鞠彭らは昼夜に渡って力戦して決死の防戦を続けたので、後趙軍は最後まで攻略することが出来ず、遂に退却を始めた。これを見た慕容皝は子の盪寇将軍慕容恪らに騎兵2千を与えて夜明けと共に出撃させると、後趙の諸軍は大いに驚いてみな甲を脱ぎ捨て遁走してしまった。慕容恪はこれに乗じて追撃を掛け、後趙軍を大敗させて3万を超える兵を討ち取るか生け捕りにした。その後、新たに凡城（現在の河北省承徳市平泉市の南）を築き、守備兵を配置してから帰還した。
後趙軍が全面撤退すると、慕容皝は軍を分けて後趙に寝返った諸々の城砦へ進撃させ、これらを全て降すと共に、その国境を凡城のある領域まで押し広げた。崔燾・常覇は後趙領の鄴へ逃走し、封抽・宋晃・游泓は高句麗へ亡命した。慕容皝は鞠彭・孫泳・慕輿根らの奮戦を称えて各々に褒賞を与えた一方で、諸々の反乱者を処罰した。これにより数多の衆人が誅殺されることとなったが、功曹長史劉翔は彼らの罪が本当に正しいかを適切に判断したので、多数の命が救われたという。

#### 麻秋軍を奇襲
同年12月、密雲山に逃れていた段遼が後趙へ降伏の使者を派遣すると、石虎はこれを受け入れて征東将軍麻秋に3万の兵を与えて段遼を迎えに行かせた。だが、この降伏は偽りであり、段遼は密かに前燕にも降伏の使者を派遣していた。慕容皝は自ら諸将を率いて段遼を迎え入れると、彼と密謀して後趙軍を奇襲する事を目論み、慕容恪に7千の精鋭を与えて密雲山に派遣して伏兵として潜伏させた。慕容恪は進軍してきた麻秋の軍を三蔵口（現在の北京市密雲区の東に位置する）において大打撃を与え、兵卒の6・7割方を戦死させた。麻秋は馬を棄てて逃走したが、その司馬である陽裕を生け捕りとした。また、麻秋軍の別働隊を率いていた将軍鮮于亮は最後まで降伏を拒んだが、慕容皝が使者に馬を伴わせて派遣して迎え入れると、降伏に応じた。慕容皝は段遼とその部族民を引き連れてから帰還すると、段遼を上賓の礼をもって待遇した。また、かねてより陽裕の名声を聞いていたのですぐに彼を釈放して郎中令に抜擢し、また鮮于亮の才覚を高く評価して崔毖の娘を妻として与え、左常侍に抜擢した。
咸康5年（339年）4月、慕容皝は段遼を謀叛を起こそうとした罪で側近数十人ともども誅殺し、首は後趙へと送った。

### 国家体制の強化

#### 東晋より受封
慕容皝は咸康3年（337年）より燕王位に即いていたものの、あくまで自称であり東晋朝廷から承認を得たものではなかった。
咸康4年（338年）4月には東晋朝廷より使者が到来し、慕容皝は征北大将軍・幽州牧・領平州刺史に任じられ、散騎常侍を加えられ、1万戸を加増され、持節・都督・単于・遼東公などは以前通りとされた。ただ、慕容皝が最も欲していた燕王の位については何も沙汰が無かった。
その為、後趙との抗争が一段落した咸康5年（339年）10月には、長史劉翔と参軍鞠運を建康に派遣し、前述した後趙との戦いの勝利報告と、また仮であろうとも許可を得ずに王位を名乗ったことに対する意図の説明を行った。さらに時期を定めて大軍を挙げ、共に中原を平定する事を持ち掛けようとした。
劉翔が建康に到達すると、彼は慕容皝を大将軍・燕王の地位を認め、燕王の章璽（印章）を下賜するよう請うた。だが、朝議での結論は「大将軍が辺境にいた例は無く、漢・魏の時代以降で異姓の者を王に封じた事は無い。これは認められない」との事だった。だが、劉翔はその後1年余りに渡って建康に留まり、慕容皝のこれまでの功績を盛んに訴えると共に、韓信・彭越へ惜しまずに王爵を与えて帝業を成した劉邦と、印璽を惜しんで身を滅ぼした項羽の故事を引き合いに出し、慕容皝への封爵を渋ることで周囲の諸勢力からの信頼も失う事になると訴えた。さらに後趙からの使者が幾度も慕容部へ来ており、慕容皝に遼西王を授けて傘下に引き入れようとしているが、慕容皝は東晋への忠誠をもって拒絶していると告げると、成帝は次第に考えを改め、認めてもよいのではないかと考えるようになった。
また、咸康6年（340年）には東晋政権の中枢を担っていた庾亮が亡くなり、その弟の庾冰・庾翼が宰相の地位を継承していた。慕容皝はこれを受け、上表文を作成して建康へ送った。その内容は外戚の庾冰・庾翼を重用しないよう申し述べるものであった。また慕容皝は庾冰に対しても書をしたためており、その内容は彼とその兄弟が権力に乗じており、国の恥（中原の失陥を指す）を注ごうとしていない事を非難するものであった。庾冰はこれらを見て大いに恐れ、慕容皝が遠方の彼方にいることから制御するのは難しいと考え、ついに何充らと共に燕王の称号を認める上奏を行った。また、慕容皝へ対しては謙った返書を送った。
咸康7年（341年）2月、東晋朝廷は遂に慕容皝を燕王に封じる事を決め、大鴻臚郭希に節を持たせて劉翔と共に前燕へ派遣した。
7月、郭希・劉翔らが前燕へ到達した。慕容皝は使持節・侍中・大都督河北諸軍事・大将軍・幽州牧・大単于に任じられ、燕王に封じられ、その他の官爵は以前通りとされた。備物（祭司や儀礼に用いられる器物）や典策（典法・策書）も与えられ、いずれも特別な待遇であった。また、世子の慕容儁は仮節・安北将軍・東夷校尉・左賢王に任じられ、多数の武器や軍需物資を下賜された。また、功臣百人余りにも官爵が下賜された。
慕容皝は劉翔を東夷校尉・領大将軍長史に、唐国郡内史陽裕を左司馬・典書令に、李洪を右司馬・中尉に、鄭林を軍諮祭酒にそれぞれ任じた。
こうして、これまで自称に過ぎなかった燕王の地位が東晋に認定された。

#### 龍城へ遷都
時期を遡る事、咸康7年（341年）1月、慕容皝は柳城の北にして龍山の西に位置する土地に福があるとして、唐国郡内史陽裕・唐柱らに命じて城を築かせ、これを龍城と名付けた。この城を将来の都城に見据え、宮門・宗廟・宮殿を建造し、この地で藉田（宗廟に供える穀物を天子みずから耕作した儀式）を行った。また、柳城県を龍城県と改めた。
咸康8年（342年）7月、龍城に新たな宮殿を建造した。10月、棘城から龍城へ正式に遷都を行い、領内に大赦を下した。
建元元年（343年）10月、龍城において大規模な工事を行い、新たな宮殿の建造を開始した。また、自ら各地方の巡察を行い、郡県へ農桑（農耕と養蚕）を大々的に奨励した。
永和元年（345年）2月、慕容皝は領内に大赦を下し、新しく完成した宮殿を和龍宮と名付けた。

#### 拓跋部との通婚
代を支配する拓跋部は慕容部と同じく鮮卑を出自とし、盛楽（現在の内モンゴル自治区フフホト市ホリンゴル県）を根拠地としていた。遼東・遼西地方の覇権を争っていた段部や宇文部とは異なり、彼らとは勢力圏が近接していなかった事もあり、慕容廆の代より友好関係を築いていた。
咸康5年（339年）5月、代王拓跋什翼犍は前燕へ使者を派遣し、慕容皝と姻戚関係を結ぶ事を望んだ。慕容皝はこれに応じ、自らの妹を妻として娶らせた。彼女は王后に立てられたが、咸康7年（341年）9月に亡くなった。
咸康7年（341年）12月、慕容皝は代へ使者を送り、拓跋什翼犍へ自らの宗女を娶るよう勧めた。
建元元年（343年）7月、拓跋什翼犍は再び前燕へ使者を派遣して婚礼を求めると、慕容皝もまた使者を派遣して結納の条件として千匹の馬を求めたが、拓跋什翼犍はこれを拒否した。この時の彼は傲慢な態度を取り、婿としての礼儀に欠けていたという。8月、慕容皝はこの振る舞いに憤り、世子の慕容儁に命じ、前軍師慕容評らを率いさせて代国を攻撃させた。だが、拓跋什翼犍はその民を従えて別の地へ避難したので、慕容儁らは戦うことなく引き返した。
建元2年（344年）1月、両者の関係が改善されると、拓跋什翼犍は大人の長孫秩を派遣し、慕容皝の娘を妃として迎え入れた。彼女もまた王后に立てられた。
7月、慕容皝は代へ使者を派遣して婚礼を交わすよう求めると、拓跋什翼犍はこれに応じた。9月、慕容皝は拓跋翳槐（拓跋什翼犍の兄）の娘を妻として迎え入れた。

#### 国内の整備
建元元年（343年）、東晋の荊州刺史庾翼より使者が到来し、時期を定めて共に挙兵し、後趙を征伐する事を約束しあった。だが、東晋朝廷内で慎重論が出たため、結局実行に移されることは無かった。
永和元年（345年）1月、慕容皝は名を下し、貧しい家には牧牛を与えて国家が所有する田畑を耕させ、その収穫の8割を徴収する事と定め、牛は持っているものの土地を持たない者にも国家が所有する田畑を耕させ、収穫の7割を徴収する事とした。だが、記室参軍封裕はこれに反対して上表し、租税軽減を訴えると共に、その他にも増えすぎた官員の削減、3年学んでも成果が上がらない学生や定員を超える職人・商人を農民に戻して農耕・養蚕に力を入れる事、宇文部・段部から移住させた諸部族を都の近郊から遠ざける事、忠臣である参軍王憲・大夫劉明を復職させ（彼らは慕容皝の不興を買って罷免されていた）、佞臣である右長史宋該らを排斥するよう求めた。慕容皝はこれに同意して詔を下し、苑囿（皇帝が所有する土地）を廃止して田畑を持たない百姓に与え、自ら生活が出来ない者には牧牛1頭を与え、公田を開墾しようと望む者には魏や晋の旧法に依拠して搾取の比率を決め、また灌漑事業にも力を注がせた。ただ、官員削減については中原を平定するまでは保留とし、職人・商人については定員を定めてそれ以上となった場合は農民に戻し、学生で成果が上がらない者も退学とした。また、今後も自らの政策に誤りがあった場合は貴賤の区別なく発言するよう内外に示した。
慕容皝はかねてより学業に力を注いでいたが、次第に学生の数が多くなり、この頃には遂に千人余りに達し、明らかに能力が達していない者も増えていた。その為、封裕はこの事についても諫言したのであった。
2月、大臣の子弟を学生として教育を受けさせ、彼らを高門生と呼称した。また、かつて宮殿があった場所に新たな東庠（東の学び舎）を建てると、郷射の礼（一般の者から才覚有る者を取り立てる行為）を行い、その中から優秀な者を学生として迎えた。
10月、慕容皝は、古代の諸侯が即位した際に紀年法を改めた事に倣い、東晋の元号を用いるのを止め、永和元年（345年）をもって「12年」と称した（慕容皝が位を継いだ333年を起点として「元年」と定め、それから12年目という意味）。これは東晋との距離を置いて独自色を強める行動ともとれるが、まだこの段階で従属関係を解消したわけではない為、以降の記述についても便宜上東晋の元号を併記する事とする。
永和3年（347年）1月、慕容皝は自ら東庠に臨んで学生を試験すると、その中で経書に精通した者を近侍として抜擢した。
5月、東晋より使者が到来し、慕容皝は安北大将軍に昇進した。また、それ以外の官爵についてはこれまで通りとされた。
同年、長期に渡って旱魃が続いたので、百姓へ徴収していた租税を返還した。また、かつて慕容廆の時代に、各地から流入してくる難民を受け入れる為に設置していた成周・冀陽・営丘などの郡を廃止し、勃海から来ていた民の為に興集県を、河間から来ていた民の為に寧集県を、広平と魏郡から来ていた民の為に興平県を、東萊と北海から来ていた民の為に育黎県を、呉から来ていた民の為に呉県を設置し、全て燕国の管轄下とした。

### 遼西・遼東地方を統一

#### 慕容翰の帰還
慕容皝の庶兄である慕容翰はかつて段部へ亡命していたが、段部が滅んだ後は宇文部へ身を寄せていた。彼はもともと慕容皝に造反したわけではなく、疑われることを嫌って国を出奔しただけであり、また他国へ亡命してからも何かと前燕の為に便宜を図っていたので、慕容皝もまた次第に彼のことを気にかけるようになっていた。
咸康6年（340年）1月、慕容皝は商人の王車を間者として宇文部へ派遣すると、慕容翰の動向を探らせた。慕容翰は市場で王車と接触すると、何も言わずただ胸を撫でて頷くのみだった。帰還した王車から報告を受けた慕容皝は「翰（慕容翰）は帰りたいのだ」と喜んだ。そこで、再び王車を派遣して慕容翰を迎えさせた。慕容翰は三石余りの強さがある弓を使っており、矢も通常の物より長くて大きいものを用いていたため、慕容皝はこれを造って王車へ持たせた。王車は慕容皝の命令通り、この弓矢を道の傍らへ埋めると共に、慕容翰へ慕容皝の意向を伝えた。2月、慕容翰は二人の子供を伴って宇文部を脱出すると、王車から受け取った弓矢で追っ手を振り切り、無事に本国へ帰還を果たした。慕容皝は大いに喜び、以降彼を厚く恩遇し、後に建威将軍に任じた。

#### 高句麗征伐
咸康5年（339年）11月、慕容皝は高句麗征伐に向かい、新城（現在の遼寧省新賓満族自治県の北）まで軍を進めたが、故国原王が和を請うと、聞き入れて帰還させた。咸康6年（340年）1月、高句麗の故国原王は世子を前燕へ派遣し、慕容皝へ拝謁させた。
咸康7年（341年）10月、子の慕容恪を度遼将軍に任じ、高句麗の国境と近接する平郭を鎮守させた。慕容翰・慕容仁が統治していた頃、遼東一帯は大いに安定していたが、後の諸将でこれに及ぶ者は誰もいなかった。だが、慕容恪が着任すると、彼は古くからの民と新たな流民をいずれも慰撫して治安回復に努め、また幾度も高句麗軍を破ったので、高句麗は大いに恐れて敢えて入寇しようとはしなくなった。
咸康8年（342年）10月、建威将軍慕容翰は慕容皝へ、宇文部の大人である宇文逸豆帰は国民からの信望を失っており、国の防備も緩んでいるから滅ぼす絶好の機会だと訴えた。ただその一方で、宇文部を攻めれば高句麗がその隙を衝いて国内へ侵攻して来ることを懸念し、まず高句麗を討ってから宇文部を征伐すべきと主張した。慕容皝はこれに「善し！」と声を上げ、高句麗討伐を決断した。高句麗を攻撃するに当たって侵攻経路は二つあり、その一方は平坦で道幅も広い北道であり、もう一方は険阻な南道であった。群臣は誰もが北道を行くべきだと考えていたが、慕容翰は「敵も同様に考え、北道の警備を厳重にしているはず。南道は険阻で大軍を動かすには不向きですが、精鋭兵だけで南道から進撃すれば、敵の不意を衝くことができます。そうすれば、丸都城（高句麗の本拠地。現在の吉林省通化市集安市の北西）も容易く落とせます。そして、別働隊で北道を抑え万一の事態に備えるのです。その心腹を潰しておけば、四肢は何もできません」と進言すると、慕容皝はこの作戦を採用した。
11月、慕容皝は自ら4万の兵を率いて出陣して南道を進み、慕容翰と平狄将軍慕容覇（後の慕容垂）に先鋒を命じた。また、長史王寓には1万5千を与え、別働隊として北道を進ませた。故国原王は敵軍本隊が北道を進むと考え、弟の高武へ5万の精鋭を与えて北道へ向かわせ、自身は残った弱兵を率いて南の狭道へ出た。慕容翰が先行して故国原王軍と木底において激突すると、その間に後続の慕容皝本隊が到着した。ここで左常侍鮮于亮は数騎を引き連れて高句麗の軍勢へ突撃すると、向かうところ打ち破り敵軍を大いに動揺させた。慕容皝はこれに乗じて総攻撃を掛けて高句麗軍を大敗させ、左長史韓寿は敵将阿仏和度加を討ち取った。諸軍は勝ちに乗じて追撃を掛け、遂に丸都へ突入すると、故国原王は単騎で逃走した。軽車将軍慕輿泥は追撃を掛け、母の周氏と妻を捕らえてから帰還した。この時、北道では王寓らはいずれも敗北を喫していたので、慕容皝はこれ以上の追撃はせず、使者を派遣して故国原王を招いた。だが、故国原王は応じなかったので慕容皝は退却しようとしたが、韓寿は進み出て「高句麗の地は守るに不向きです。今、その主が滅んで民は逃散し、山谷に潜伏しておりますが、我らの大軍が去れば必ずやその残党を纏め上げて勢力を取り戻し、再び患いを為すでしょう。そこで、父の屍と母を我が国へ持ち帰り、彼が自ら出頭するのを待ってこれを返還するのです。こうして恩信をもって慰撫するのが上策です」と勧めると、慕容皝はこれに従って故国原王の父の美川王の墓を暴いて屍を奪い、さらに彼の母妻や府庫に代々保管されている宝を奪った。さらに男女5万人余りを捕虜とし、宮殿を焼き払って丸都城を破壊してから帰還した。
建元元年（343年）2月、故国原王は弟を慕容皝の下へと派遣し、臣下となる事を約束して数千の貢物を献上した。これにより美川王の屍を返還したが、母の周氏は人質として留め置いた。これ以降、高句麗の勢力は大きく衰退し、再び前燕に抗おうという力は無くなった。
永和元年（345年）11月には度遼将軍慕容恪が高句麗へ侵攻し、南蘇を攻めてこれを陥落させた。その後、守備兵を置いてから帰還した。これを最後に前燕と高句麗の抗争や外交の記録は途絶えている。

#### 宇文部を滅ぼす
建元元年（343年）2月、宇文部の相の莫浅渾が前燕を攻撃すると、前燕の諸将はこれと戦いたがったが、慕容皝は許さなかった。莫浅渾は敵軍が恐れをなしていると思い込み、酒を飲んだり狩猟をしたりして警備を怠るようになった。これを知った慕容皝は「莫浅渾が大いに堕落している今こそ決戦の時である」と宣言し、慕容翰に騎兵を与えて出撃を命じた。慕容翰は敵軍と一戦を交えるとこれを散々に打ち破り、莫浅渾はかろうじて逃げ帰ったものの兵卒の大半を捕らえた。
建元2年（344年）1月、宇文部征伐を目論んでいた慕容皝は、左司馬高詡にその是非を問うと、高詡は今が絶好の時であり、時間が経つほど不利になるとして早急に攻め取るよう促した。これにより慕容皝は征伐を決断し、騎兵2万を率いて自ら出征すると、慕容翰を前鋒将軍として劉佩を副将とした。さらに広威将軍慕容軍・度遼将軍慕容恪・平狄将軍慕容覇及び折衝将軍慕輿根にも兵を与え、三道に分かれて進軍させた。これに対して宇文逸豆帰は猛将である南羅大渉夜干へ精鋭兵を与えて慕容翰を迎え撃たせた。慕容皝は使者を派遣して慕容翰へ「渉夜干の勇名は三軍に鳴り響いている。少し退却した方がよい」と伝えたが、慕容翰は、宇文逸豆帰は渉夜干を頼みの綱としているから、彼さえ撃破すれば宇文部は自ずと瓦解すると答え、進撃を続けた。そして渉夜干軍と交戦になると、慕容翰は自ら敵陣へ突撃した。渉夜干もこれに応戦したが、慕容覇の軍勢が傍らより加勢したので、これにより慕容翰は敵軍を打ち破り、渉夜干を斬り殺した。これを見た宇文部の兵卒は恐れおののき戦わずして崩壊し、前燕軍は勝ちに乗じて追撃を掛け、遂にその都城（シラムレン川上流の支流である紫蒙川沿いにあるという）まで到達し、これを攻略した。宇文逸豆帰は逃走を図るも、漠北（ゴビ砂漠の北側地域）にて亡くなったという。こうして宇文部は滅亡し、慕容皝は畜産や財宝を尽く収め、5千戸を超える部族民を昌黎へ移住させた。また、渉夜干の居城である南羅城（現在の中華人民共和国内モンゴル自治区赤峰市ヘシグテン旗ビロー・バルガス）を威徳城と改名し、弟の左将軍慕容彪に防衛を委ねてから帰還した。この戦勝で前燕は領土を千里以上広げたが、高詡・劉佩はこの戦いで流れ矢に当たり亡くなった。
慕容皝は龍城に帰還すると、飲至の礼（宗廟で戦勝報告をして酒を酌み交わす行為）を執り行うと共に、論功行賞を行って功績に応じて褒賞を与えた。
慕容翰は宇文部との戦いで流れ矢に当たってしまい、しばらく床に伏せるようになり、出仕することも出来なかった。やがて少しずつ傷が癒えてくると、自邸で馬の試し乗りを行うようになったが、これを見た者が慕容皝へ「慕容翰は病と称して家に閉じこもり、密かに乗馬の練習をしております」と告げた。これは慕容翰を疑わせようとしての讒言に過ぎなかったが、彼の勇名を心中恐れるようになっていた慕容皝はこれを信じ込んでしまい、慕容翰へ自害を命じてしまった。慕容翰は自ら毒を飲んで命を絶った。

#### 諸勢力との抗争
上述した高句麗や宇文部との大規模な抗争以外にも、この時期には後趙を中心に小規模な争いが頻発していた。以下、後趙の棘城への大規模侵攻（咸康4年（338年））以降に慕容皝の治世において起こった周辺諸勢力との抗争について列挙する。
- 咸康5年（339年）4月、前軍師慕容評・広威将軍慕容軍[47]・折衝将軍慕輿根・盪寇将軍慕輿泥[48]を遼西地方の後趙領へ侵攻させ、彼らは千家余りの民を捕らえてから軍を帰還させた。帰還の途上、後趙の鎮遠将軍石成・積弩将軍呼延晃・建威将軍張支らより追撃を受けたが、慕容評らはこれらを尽く返り討ちにして呼延晃・張支の首級を挙げた。

- 同月、後趙の鎮遠将軍石成が凡城へ襲来したが、前燕軍はこれを撃退した。その後、石成は進路を変えて広城へ侵攻し、これを攻め落とした。

- 9月、後趙の撫軍将軍李農・征北将軍張挙が3万の兵を率いて凡城へ襲来した。慕容皝は悦綰を禦難将軍に任じ、千の兵を与えて凡城防衛を命じた。悦綰は士卒の先頭に立って矢石に身を晒しながら防戦に当たり、10日間に渡って敵軍の侵攻を阻み続けると、後趙軍は遂に撤退した。石虎は遼西が前燕との国境に位置し、幾度も襲撃を受けていたことから、その地の民を悉く冀州の南へ移住させた。

- 10月、子の盪寇将軍慕容恪と平狄将軍慕容覇を派遣し、宇文別部（宇文部の傍系）を攻略させた。

- 咸康6年（340年）9月、慕容皝は本格的に後趙征伐を目途み、落ち着いた様子で諸将へ「石虎は楽安の諸城の守備を厳重にしているが、薊城の南北は備えをしていないであろう。今、間道を通って不意を突けば、冀州の北土を尽く破ることができるであろう」と宣言し、攻略準備に取り掛かった。10月、自ら精鋭の騎兵2万を率いて出撃し、蠮螉塞（正確な場所は不明だが、龍城から西に進むと到達するという要塞）を通って後趙領へ侵入した。各地で後趙の守将を捕縛し、さらに進軍して薊城に至ると、後趙の幽州刺史石光は数万の兵を擁して城に立てこもった。その為、慕容皝は薊城を放置してそのまま武遂津[49]（現在の河北省衡水市武強県北西部）を渡河し、高陽に進出すると通過する所で蓄えられていた穀物を焼き払い、幽州・冀州から3万戸余りを捕らえて帰還した[50]。

- 咸康7年（341年）1月、後趙の横海将軍王華が水軍を率いて海路より前燕領の西安平（現在の遼寧省丹東市付近）へ侵攻し、これを破った。

- 咸康8年（342年）6月、後趙軍が前燕へ侵攻したが、慕容皝はこれを大破した。

- 建元2年（344年）1月、前燕が宇文部へ侵攻した際、後趙の石虎は右将軍白勝・并州刺史王覇を甘松（現在の河北省承徳市の東）より出撃させ、救援を命じた。だが、到達したときには既に宇文部は滅ぼされていたので、彼らは方針を変えて威徳城へ侵攻したが、勝利できずに撤退した。威徳城の守将慕容彪は城を出て追撃を掛け、白勝らを撃ち破った。

- 4月、後趙の平北将軍尹農は前燕の凡城へ侵攻したが、勝利できずに撤退した。

- 永和元年（345年）11月、後趙の将軍鄧恒は数万の兵を擁して前燕との国境近くにある楽安城[51]（現在の北京市順義区の北西）に駐屯し、徒河を攻め取る隙を窺うようになった。慕容皝は慕容覇を平狄将軍に任じて徒河を守らせると、鄧恒はこれを恐れ憚って遂に攻め入る事は無かった。

- かつて中国東北部に割拠する異民族夫余は鹿山（玄菟郡から千里余り北にある）を根拠地として活動していたが、百済から侵略を受けた事でその勢力は大いに衰えており、備えも緩んでいた。永和2年（346年）1月、慕容皝は世子の慕容儁・度遼将軍慕容恪・折衝将軍慕輿根・広威将軍慕容軍の4将に騎兵1万7千を与え、夫余の討伐に向かわせた。慕容儁らは敵軍に大勝し、この戦いで夫余を滅ぼし、夫余の玄王と部落5万人余りを捕らえてから帰還した。慕容皝は玄王を鎮軍将軍に任じ、自らの娘を玄王に娶らせた。

#### 最期
永和4年（348年）7月、慕容皝は西の辺境に出向いて狩猟を行った。この時、河を渡った所で朱衣を着て白馬に乗った1人の父老と出会い、彼は手を振りながら慕容皝へ「ここは狩猟をする所ではありません。王は帰られるべきです」と告げたが、慕容皝はこれに何も答えなかった。その後も連日に渡って狩猟を行い、大いに収穫を挙げた。8月、慕容皝は白兎の姿を見つけると、これを射ようとして馬を馳せたが、この際に馬が転倒して石上に叩きつけられ、重傷を負った。輦（君主の乗輿）に乗ってすぐに宮殿に戻ったが、この傷がもとで病を発し、幾許もしないうちに甚だ悪化した。
死期を悟った慕容皝は太子の慕容儁と属官を呼び寄せ、後事を託すと共に「今、中原は平定されておらず、世務（この世の務め。ここでは中華平定を指す）を図る為には、賢傑（才知が傑出している事）なる人物の助けを得なければならぬ。恪（慕容恪）は智勇共に申し分なく、その才覚は重任に堪え得るものだ。汝（慕容儁）はこれに委ね、我が志を果たすのだ。また、陽士秋（陽騖）は士大夫の品行を有し、高潔・忠幹にして貞固があり、大事を託すに足る人物である。汝はこれを善く待遇するように」と遺言した。
9月丙申、承乾殿においてこの世を去った。在位期間は15年、享年52であった。10月、遺体は龍山において葬られた。
永和8年（352年）11月、慕容儁が皇帝に即位すると、慕容皝は文明皇帝と追諡され、廟号は太祖とされ、その陵墓は龍平陵と名付けられた。

## 人物
その容姿は龍顔（天子のような高貴な顔つき）といわれ、大きく整った前歯を持ち、身長は七尺八寸（約179cm）あった。勇猛さと固い意志を併せ持ち、策略にも長け、多芸な人物であり天文学にも精通していた。優れた将軍でもあり、父の時代より軍を率いて征討に出ると幾度も並外れた功績を挙げたという。
また、終生にわたって文学を好み、若い頃は経学に励んだ事で部民より大いに称賛されていた。学問にも大いに力を入れ、王位に即いてからも月に一度は学び舎へ出向き、学生の優劣を試験し、時には学生たちへ講義する事もあった。さらには自ら『太上章』という教育書を著し、『急就篇』（前漢末年に史游が著した漢字学習書）に取って代わらせた。また『典誡』15篇を著して、これも宗族や諸子の為の教科書とした。
兄弟との仲は芳しくなく、即位直後に慕容翰の離反や慕容仁・慕容昭の反乱を招き、治世の前半を反乱鎮圧に費やすこととなった。また慕容翰が帰順した後も彼に対する猜疑心を取り除くことが出来ず、悲劇的な最期を招くこととなった。

## 業績
慕容皝は傑出した才覚と遠大な計略を持った軍略家であり、戦の駆け引きに長けた将軍であった。その生涯においては絶え間なく敵地へ攻め入ってその国土を拡大し、遂に遼西・遼東地方の統一を果たした。また、その治世においては農業・養蚕に力を注いで経済を発展させ、さらに漢族を始めとした多くの流民を受け入れたので、彼の時代に人口は大いに増えた。傘下に引き入れた流民には屯田に従事させ、耕作用の牛を支給して耕田を奨励し、労役を緩和して租税を軽くしたので、民は鋭気を養う事が出来た。また、父の時代より存在していた東庠と呼ばれる学び舎を拡大させ、王公大臣の子弟には読書を励行し、また人材を積極的に登用してその中でも優秀な者を抜擢した。これにより前燕は著しく発展したのだという。

## 怪異譚
『晋書』・『十六国春秋』にはこの当時の前燕に関する怪異譚がいくつか記載されており、以下列挙する。
- 咸康7年（341年）、棘城の黒石谷にある大きな石が自立し、ひとりでに移動したという記録がある。これは棘城から龍城に都が移る事を暗示したのだと思われる。

- 咸康7年（341年）7月、慕容皝は龍城で新たな宮門を作らせると、昌黎県や棘城県で河岸が崩れ、鉄や杵が述べ1170枚出てきた。永楽の民である郭陵はこれを見て、城を詣でて慕容皝へこの事を告げた。慕容皝は「宮殿を作り始めてから、鉄や杵が出現した。人と神が符合している事の表れである」と喜び、郭陵に関外侯の爵位を下賜した[53]。

- 永和元年（345年）2月、一対の黒龍と白龍が龍山に現れたとの報告を受け、慕容皝は自ら群臣を率いてこれを見に行った。そして、龍から200歩余りの距離まで出向くと、太牢（牛・羊・豚などの生贄）をもって祭祀を行った。すると二龍は首を交わらせながら喜んで飛翔し、角を外して去って行った。慕容皝はこれを見て大いに喜び、宮殿に帰ると領内に大赦を下し、新しく作ったばかりの宮殿に和龍宮という名を付け、さらに山の上には龍翔仏寺を建てた。

## 宗室
- 『晋書』巻108～111、巻123～128に基づく。

|             |             |             |             |             |             |  |  |             |             |             |             |             |             |  |  |             |             |             |             |             |             |  |  | 莫護跋       |              |              |              |              |              |  |  |              |              |              |              |              |              |  |  |             |             |             |             |             |             |  |  |             |             |             |             |             |             |  |  |             |             |             |             |             |             |  |  |  |  |  |  |  |  |  |  |  |  |  |  |  |  |  |  |  |  |  |  |  |  |  |  |  |  |  |  |  |  |  |  |  |  |
|             |             |             |             |             |             |  |  |             |             |             |             |             |             |  |  |             |             |             |             |             |             |  |  |              |              |              |              |              |              |  |  |              |              |              |              |              |              |  |  |             |             |             |             |             |             |  |  |             |             |             |             |             |             |  |  |             |             |             |             |             |             |  |  |  |  |  |  |  |  |  |  |  |  |  |  |  |  |  |  |  |  |  |  |  |  |  |  |  |  |  |  |  |  |  |  |  |  |
|             |             |             |             |             |             |  |  |             |             |             |             |             |             |  |  |             |             |             |             |             |             |  |  | 慕容木延     |              |              |              |              |              |  |  |              |              |              |              |              |              |  |  |             |             |             |             |             |             |  |  |             |             |             |             |             |             |  |  |             |             |             |             |             |             |  |  |  |  |  |  |  |  |  |  |  |  |  |  |  |  |  |  |  |  |  |  |  |  |  |  |  |  |  |  |  |  |  |  |  |  |
|             |             |             |             |             |             |  |  |             |             |             |             |             |             |  |  |             |             |             |             |             |             |  |  |              |              |              |              |              |              |  |  |              |              |              |              |              |              |  |  |             |             |             |             |             |             |  |  |             |             |             |             |             |             |  |  |             |             |             |             |             |             |  |  |  |  |  |  |  |  |  |  |  |  |  |  |  |  |  |  |  |  |  |  |  |  |  |  |  |  |  |  |  |  |  |  |  |  |
|             |             |             |             |             |             |  |  |             |             |             |             |             |             |  |  |             |             |             |             |             |             |  |  |              |              |              |              |              |              |  |  |              |              |              |              |              |              |  |  |             |             |             |             |             |             |  |  |             |             |             |             |             |             |  |  |             |             |             |             |             |             |  |  |  |  |  |  |  |  |  |  |  |  |  |  |  |  |  |  |  |  |  |  |  |  |  |  |  |  |  |  |  |  |  |  |  |  |
|             |             |             |             |             |             |  |  |             |             |             |             |             |             |  |  |             |             |             |             |             |             |  |  | 慕容渉帰     | 慕容渉帰     | 慕容渉帰     | 慕容渉帰     | 慕容渉帰     | 慕容渉帰     |  |  | 慕容耐       | 慕容耐       | 慕容耐       | 慕容耐       | 慕容耐       | 慕容耐       |  |  |             |             |             |             |             |             |  |  |             |             |             |             |             |             |  |  |             |             |             |             |             |             |  |  |  |  |  |  |  |  |  |  |  |  |  |  |  |  |  |  |  |  |  |  |  |  |  |  |  |  |  |  |  |  |  |  |  |  |
|             |             |             |             |             |             |  |  |             |             |             |             |             |             |  |  |             |             |             |             |             |             |  |  | 慕容渉帰     | 慕容渉帰     | 慕容渉帰     | 慕容渉帰     | 慕容渉帰     | 慕容渉帰     |  |  | 慕容耐       | 慕容耐       | 慕容耐       | 慕容耐       | 慕容耐       | 慕容耐       |  |  |             |             |             |             |             |             |  |  |             |             |             |             |             |             |  |  |             |             |             |             |             |             |  |  |  |  |  |  |  |  |  |  |  |  |  |  |  |  |  |  |  |  |  |  |  |  |  |  |  |  |  |  |  |  |  |  |  |  |
|             |             |             |             |             |             |  |  |             |             |             |             |             |             |  |  |             |             |             |             |             |             |  |  |              |              |              |              |              |              |  |  |              |              |              |              |              |              |  |  |             |             |             |             |             |             |  |  |             |             |             |             |             |             |  |  |             |             |             |             |             |             |  |  |  |  |  |  |  |  |  |  |  |  |  |  |  |  |  |  |  |  |  |  |  |  |  |  |  |  |  |  |  |  |  |  |  |  |
| 慕容吐谷渾  | 慕容吐谷渾  | 慕容吐谷渾  | 慕容吐谷渾  | 慕容吐谷渾  | 慕容吐谷渾  |  |  |             |             |             |             |             |             |  |  |             |             |             |             |             |             |  |  | 慕容廆       | 慕容廆       | 慕容廆       | 慕容廆       | 慕容廆       | 慕容廆       |  |  |              |              |              |              |              |              |  |  |             |             |             |             |             |             |  |  |             |             |             |             |             |             |  |  | 慕容運      | 慕容運      | 慕容運      | 慕容運      | 慕容運      | 慕容運      |  |  |  |  |  |  |  |  |  |  |  |  |  |  |  |  |  |  |  |  |  |  |  |  |  |  |  |  |  |  |  |  |  |  |  |  |
| 慕容吐谷渾  | 慕容吐谷渾  | 慕容吐谷渾  | 慕容吐谷渾  | 慕容吐谷渾  | 慕容吐谷渾  |  |  |             |             |             |             |             |             |  |  |             |             |             |             |             |             |  |  | 慕容廆       | 慕容廆       | 慕容廆       | 慕容廆       | 慕容廆       | 慕容廆       |  |  |              |              |              |              |              |              |  |  |             |             |             |             |             |             |  |  |             |             |             |             |             |             |  |  | 慕容運      | 慕容運      | 慕容運      | 慕容運      | 慕容運      | 慕容運      |  |  |  |  |  |  |  |  |  |  |  |  |  |  |  |  |  |  |  |  |  |  |  |  |  |  |  |  |  |  |  |  |  |  |  |  |
|             |             |             |             |             |             |  |  |             |             |             |             |             |             |  |  |             |             |             |             |             |             |  |  |              |              |              |              |              |              |  |  |              |              |              |              |              |              |  |  |             |             |             |             |             |             |  |  |             |             |             |             |             |             |  |  |             |             |             |             |             |             |  |  |  |  |  |  |  |  |  |  |  |  |  |  |  |  |  |  |  |  |  |  |  |  |  |  |  |  |  |  |  |  |  |  |  |  |
| 吐延        | 吐延        | 吐延        | 吐延        | 吐延        | 吐延        |  |  |             |             |             |             |             |             |  |  | 慕容翰      | 慕容翰      | 慕容翰      | 慕容翰      | 慕容翰      | 慕容翰      |  |  | (前1)慕容皝  | (前1)慕容皝  | (前1)慕容皝  | (前1)慕容皝  | (前1)慕容皝  | (前1)慕容皝  |  |  | 慕容評       | 慕容評       | 慕容評       | 慕容評       | 慕容評       | 慕容評       |  |  | (僭)慕容仁  | (僭)慕容仁  | (僭)慕容仁  | (僭)慕容仁  | (僭)慕容仁  | (僭)慕容仁  |  |  | 慕容昭      | 慕容昭      | 慕容昭      | 慕容昭      | 慕容昭      | 慕容昭      |  |  |             |             |             |             |             |             |  |  |  |  |  |  |  |  |  |  |  |  |  |  |  |  |  |  |  |  |  |  |  |  |  |  |  |  |  |  |  |  |  |  |  |  |
| 吐延        | 吐延        | 吐延        | 吐延        | 吐延        | 吐延        |  |  |             |             |             |             |             |             |  |  | 慕容翰      | 慕容翰      | 慕容翰      | 慕容翰      | 慕容翰      | 慕容翰      |  |  | (前1)慕容皝  | (前1)慕容皝  | (前1)慕容皝  | (前1)慕容皝  | (前1)慕容皝  | (前1)慕容皝  |  |  | 慕容評       | 慕容評       | 慕容評       | 慕容評       | 慕容評       | 慕容評       |  |  | (僭)慕容仁  | (僭)慕容仁  | (僭)慕容仁  | (僭)慕容仁  | (僭)慕容仁  | (僭)慕容仁  |  |  | 慕容昭      | 慕容昭      | 慕容昭      | 慕容昭      | 慕容昭      | 慕容昭      |  |  |             |             |             |             |             |             |  |  |  |  |  |  |  |  |  |  |  |  |  |  |  |  |  |  |  |  |  |  |  |  |  |  |  |  |  |  |  |  |  |  |  |  |
|             |             |             |             |             |             |  |  |             |             |             |             |             |             |  |  |             |             |             |             |             |             |  |  |              |              |              |              |              |              |  |  |              |              |              |              |              |              |  |  |             |             |             |             |             |             |  |  |             |             |             |             |             |             |  |  |             |             |             |             |             |             |  |  |  |  |  |  |  |  |  |  |  |  |  |  |  |  |  |  |  |  |  |  |  |  |  |  |  |  |  |  |  |  |  |  |  |  |
|             |             |             |             |             |             |  |  | (前2)慕容儁 | (前2)慕容儁 | (前2)慕容儁 | (前2)慕容儁 | (前2)慕容儁 | (前2)慕容儁 |  |  | 慕容恪      | 慕容恪      | 慕容恪      | 慕容恪      | 慕容恪      | 慕容恪      |  |  |              |              |              |              |              |              |  |  | 慕容桓       | 慕容桓       | 慕容桓       | 慕容桓       | 慕容桓       | 慕容桓       |  |  | 慕容納      | 慕容納      | 慕容納      | 慕容納      | 慕容納      | 慕容納      |  |  | (南1)慕容徳 | (南1)慕容徳 | (南1)慕容徳 | (南1)慕容徳 | (南1)慕容徳 | (南1)慕容徳 |  |  | (西6)慕容永 | (西6)慕容永 | (西6)慕容永 | (西6)慕容永 | (西6)慕容永 | (西6)慕容永 |  |  |  |  |  |  |  |  |  |  |  |  |  |  |  |  |  |  |  |  |  |  |  |  |  |  |  |  |  |  |  |  |  |  |  |  |
|             |             |             |             |             |             |  |  | (前2)慕容儁 | (前2)慕容儁 | (前2)慕容儁 | (前2)慕容儁 | (前2)慕容儁 | (前2)慕容儁 |  |  | 慕容恪      | 慕容恪      | 慕容恪      | 慕容恪      | 慕容恪      | 慕容恪      |  |  |              |              |              |              |              |              |  |  | 慕容桓       | 慕容桓       | 慕容桓       | 慕容桓       | 慕容桓       | 慕容桓       |  |  | 慕容納      | 慕容納      | 慕容納      | 慕容納      | 慕容納      | 慕容納      |  |  | (南1)慕容徳 | (南1)慕容徳 | (南1)慕容徳 | (南1)慕容徳 | (南1)慕容徳 | (南1)慕容徳 |  |  | (西6)慕容永 | (西6)慕容永 | (西6)慕容永 | (西6)慕容永 | (西6)慕容永 | (西6)慕容永 |  |  |  |  |  |  |  |  |  |  |  |  |  |  |  |  |  |  |  |  |  |  |  |  |  |  |  |  |  |  |  |  |  |  |  |  |
|             |             |             |             |             |             |  |  |             |             |             |             |             |             |  |  |             |             |             |             |             |             |  |  |              |              |              |              |              |              |  |  |              |              |              |              |              |              |  |  |             |             |             |             |             |             |  |  |             |             |             |             |             |             |  |  |             |             |             |             |             |             |  |  |  |  |  |  |  |  |  |  |  |  |  |  |  |  |  |  |  |  |  |  |  |  |  |  |  |  |  |  |  |  |  |  |  |  |
| (前3)慕容暐 | (前3)慕容暐 | (前3)慕容暐 | (前3)慕容暐 | (前3)慕容暐 | (前3)慕容暐 |  |  | (西0)慕容泓 | (西0)慕容泓 | (西0)慕容泓 | (西0)慕容泓 | (西0)慕容泓 | (西0)慕容泓 |  |  | (西1)慕容沖 | (西1)慕容沖 | (西1)慕容沖 | (西1)慕容沖 | (西1)慕容沖 | (西1)慕容沖 |  |  | (後1)慕容垂  | (後1)慕容垂  | (後1)慕容垂  | (後1)慕容垂  | (後1)慕容垂  | (後1)慕容垂  |  |  | (西3)慕容凱  | (西3)慕容凱  | (西3)慕容凱  | (西3)慕容凱  | (西3)慕容凱  | (西3)慕容凱  |  |  | (南2)慕容超 | (南2)慕容超 | (南2)慕容超 | (南2)慕容超 | (南2)慕容超 | (南2)慕容超 |  |  |             |             |             |             |             |             |  |  |             |             |             |             |             |             |  |  |  |  |  |  |  |  |  |  |  |  |  |  |  |  |  |  |  |  |  |  |  |  |  |  |  |  |  |  |  |  |  |  |  |  |
| (前3)慕容暐 | (前3)慕容暐 | (前3)慕容暐 | (前3)慕容暐 | (前3)慕容暐 | (前3)慕容暐 |  |  | (西0)慕容泓 | (西0)慕容泓 | (西0)慕容泓 | (西0)慕容泓 | (西0)慕容泓 | (西0)慕容泓 |  |  | (西1)慕容沖 | (西1)慕容沖 | (西1)慕容沖 | (西1)慕容沖 | (西1)慕容沖 | (西1)慕容沖 |  |  | (後1)慕容垂  | (後1)慕容垂  | (後1)慕容垂  | (後1)慕容垂  | (後1)慕容垂  | (後1)慕容垂  |  |  | (西3)慕容凱  | (西3)慕容凱  | (西3)慕容凱  | (西3)慕容凱  | (西3)慕容凱  | (西3)慕容凱  |  |  | (南2)慕容超 | (南2)慕容超 | (南2)慕容超 | (南2)慕容超 | (南2)慕容超 | (南2)慕容超 |  |  |             |             |             |             |             |             |  |  |             |             |             |             |             |             |  |  |  |  |  |  |  |  |  |  |  |  |  |  |  |  |  |  |  |  |  |  |  |  |  |  |  |  |  |  |  |  |  |  |  |  |
|             |             |             |             |             |             |  |  |             |             |             |             |             |             |  |  |             |             |             |             |             |             |  |  |              |              |              |              |              |              |  |  |              |              |              |              |              |              |  |  |             |             |             |             |             |             |  |  |             |             |             |             |             |             |  |  |             |             |             |             |             |             |  |  |  |  |  |  |  |  |  |  |  |  |  |  |  |  |  |  |  |  |  |  |  |  |  |  |  |  |  |  |  |  |  |  |  |  |
|             |             |             |             |             |             |  |  | (西5)慕容忠 | (西5)慕容忠 | (西5)慕容忠 | (西5)慕容忠 | (西5)慕容忠 | (西5)慕容忠 |  |  | (西4)慕容瑤 | (西4)慕容瑤 | (西4)慕容瑤 | (西4)慕容瑤 | (西4)慕容瑤 | (西4)慕容瑤 |  |  | (後追)慕容令 | (後追)慕容令 | (後追)慕容令 | (後追)慕容令 | (後追)慕容令 | (後追)慕容令 |  |  | (後僭)慕容麟 | (後僭)慕容麟 | (後僭)慕容麟 | (後僭)慕容麟 | (後僭)慕容麟 | (後僭)慕容麟 |  |  | (後2)慕容宝 | (後2)慕容宝 | (後2)慕容宝 | (後2)慕容宝 | (後2)慕容宝 | (後2)慕容宝 |  |  | (後4)慕容熙 | (後4)慕容熙 | (後4)慕容熙 | (後4)慕容熙 | (後4)慕容熙 | (後4)慕容熙 |  |  |             |             |             |             |             |             |  |  |  |  |  |  |  |  |  |  |  |  |  |  |  |  |  |  |  |  |  |  |  |  |  |  |  |  |  |  |  |  |  |  |  |  |
|             |             |             |             |             |             |  |  | (西5)慕容忠 | (西5)慕容忠 | (西5)慕容忠 | (西5)慕容忠 | (西5)慕容忠 | (西5)慕容忠 |  |  | (西4)慕容瑤 | (西4)慕容瑤 | (西4)慕容瑤 | (西4)慕容瑤 | (西4)慕容瑤 | (西4)慕容瑤 |  |  | (後追)慕容令 | (後追)慕容令 | (後追)慕容令 | (後追)慕容令 | (後追)慕容令 | (後追)慕容令 |  |  | (後僭)慕容麟 | (後僭)慕容麟 | (後僭)慕容麟 | (後僭)慕容麟 | (後僭)慕容麟 | (後僭)慕容麟 |  |  | (後2)慕容宝 | (後2)慕容宝 | (後2)慕容宝 | (後2)慕容宝 | (後2)慕容宝 | (後2)慕容宝 |  |  | (後4)慕容熙 | (後4)慕容熙 | (後4)慕容熙 | (後4)慕容熙 | (後4)慕容熙 | (後4)慕容熙 |  |  |             |             |             |             |             |             |  |  |  |  |  |  |  |  |  |  |  |  |  |  |  |  |  |  |  |  |  |  |  |  |  |  |  |  |  |  |  |  |  |  |  |  |
|             |             |             |             |             |             |  |  |             |             |             |             |             |             |  |  |             |             |             |             |             |             |  |  |              |              |              |              |              |              |  |  |              |              |              |              |              |              |  |  |             |             |             |             |             |             |  |  |             |             |             |             |             |             |  |  |             |             |             |             |             |             |  |  |  |  |  |  |  |  |  |  |  |  |  |  |  |  |  |  |  |  |  |  |  |  |  |  |  |  |  |  |  |  |  |  |  |  |
|             |             |             |             |             |             |  |  |             |             |             |             |             |             |  |  |             |             |             |             |             |             |  |  | (後3)慕容盛  | (後3)慕容盛  | (後3)慕容盛  | (後3)慕容盛  | (後3)慕容盛  | (後3)慕容盛  |  |  | 慕容会       | 慕容会       | 慕容会       | 慕容会       | 慕容会       | 慕容会       |  |  | 慕容策      | 慕容策      | 慕容策      | 慕容策      | 慕容策      | 慕容策      |  |  | (北1)高雲   | (北1)高雲   | (北1)高雲   | (北1)高雲   | (北1)高雲   | (北1)高雲   |  |  |             |             |             |             |             |             |  |  |  |  |  |  |  |  |  |  |  |  |  |  |  |  |  |  |  |  |  |  |  |  |  |  |  |  |  |  |  |  |  |  |  |  |

### 后妃
- 文明皇后段氏（正室）
- 拓跋夫人 - 代王拓跋翳槐の娘で、拓跋什翼犍の姪（おそらく継室）
- 蘭淑儀 - 慕容垂の生母
- 公孫夫人 - 慕容納と慕容徳の生母
- 高夫人 - 慕容恪の生母

### 子女
- 慕容儁 - 次男、前燕の皇帝
- 慕容恪 - 四男、太原王
- 慕容垂 - 五男、呉王、後燕の皇帝
- 慕容友 - 范陽王
- 慕容宜 - 廬江王
- 慕容桓 - 宜都王
- 慕容遵 - 臨賀王
- 慕容徽 - 河間王
- 慕容龍 - 歴陽王
- 慕容納 - 北海王、慕容超の父
- 慕容秀 - 蘭陵王
- 慕容嶽 - 安豊王
- 慕容徳 - 梁公、范陽王、南燕の皇帝
- 慕容黙 - 始安公
- 慕容僂 - 南康公
- 慕容宙 - 章武王、楽浪王、398年に段速骨に殺され、威王と諡される
- 慕容氏 - 代王拓跋什翼犍にとついだ（北魏において昭成皇后と諡される）
- 慕容氏 - 夫余王余玄にとついだ
- 新城公主 - 蘭審にとついだ